# Atacamacris diminuta
Atacamacris diminuta is een rechtvleugelig insect uit de familie Tristiridae. De wetenschappelijke naam van deze soort is voor het eerst geldig gepubliceerd in 1972 door Carbonell & Mesa.